# Cixius accepta
Cixius accepta är en insektsart som beskrevs av Anufriev 1973. Cixius accepta ingår i släktet Cixius och familjen kilstritar. Inga underarter finns listade i Catalogue of Life.